# Raks
Raks (németül: Rax) Gyanafalva településrésze Ausztriában, Burgenland tartomány déli részén, a Gyanafalvi járásban.

## Fekvése
Gyanafalvától 1 km-re keletre a Rába bal partján fekszik.

## Története
A települést 1538-ban "Rax" alakban említik először. A szentgotthárdi ciszterci apátság birtoka volt. 1548-ban "Raksy", 1552-ben "Raks", 1593-ban "Raxs", 1698-ban "Raxa seu Rax", 1764-ben "pagus Racs seu Rax" néven szerepel a korabeli forrásokban. Neve tipikus példája annak, hogyan torzul el egy régi magyar név egy idegen nép ajkán. A név eredeti alakja ugyanis Rákos volt, ennek töve pedig a szláv eredetű magyar rák főnév. Eredetileg rákban gazdag folyóvizet jelölt, innen terjedt át a település nevére.
1567-ben 9 portával adózott, 4 ház zselléreké, 6 szegényeké, 6 pedig puszta volt. 1677-ben 78 (ebből 8 puszta), 1716-ban 83 (ebből 30 puszta), 1720-ban 37, 1744-ben 52 ház állt a településen. 1787-ben 121 házában 690 lakos élt. 1830-ban 111 háza és 776 lakosa volt. 1857-ben már 126 házat és 922 lakost számláltak a településen.
Vályi András szerint " RAKS. Elegyes tót falu Vas Vármegyében, földes Urai a’ Czisztertzita Szerzetbéli Atyák, lakosai katolikusok, és másfélék is, fekszik Badafalvához nem meszsze, mellynek filiája, határjának földgye termékeny, jobbára síkos, réttyei jó neműek, fájok, és legelőjök van, Szent Gothárdon keresetre módgyok, első osztálybéli."
Fényes Elek szerint " Alsó és Felső Ráks, két német falu, Vas vmegyében, a Rába mellett, a szentgothárdi uradalomban, 884 kath. lak. Tágas legelő és rét. Szőlőhegy. Ut. p. Rába-Keresztúr."
Vas vármegye monográfiája szerint " Raks, nagy falu, 167 házzal és 1102 r. kath. vallású, németajkú lakossal. Postája és távírója Gyanafalva. A község a gráczi vasút mentén fekszik. A szent-gotthárdi uradalomhoz tartozott."
1910-ben 1023, túlnyomórészt német lakosa volt. A trianoni békeszerződésig Vas vármegye Szentgotthárdi járásához tartozott. A békeszerződések Ausztriának ítélték és 1921-ben Burgenland tartomány része lett. 1971. január 1-jén Gyanafalvához csatolták. 2001-ben 698 lakosa volt.

## Nevezetességei
- A községi kápolna 1955-ben épült a mai helyére.
- Ferenc-kápolna.

## Külső hivatkozások
- Raks a dél-burgenlandi települések portálján
- A burgenlandi települések történeti lexikona